# 似柔果薹草
似柔果薹草（学名：Carex submollicula）为莎草科薹草属的植物，为中国的特有植物。分布于中国大陆的广东、江西、浙江、福建等地，一般生长在山坡或沼泽地，目前尚未由人工引种栽培。